# Транзистор
 Тази статия е за полупроводниковия прибор.  За транзисторния радиоапарат вижте радиоприемник.  
Транзисторът (от английски: transistor) е полупроводников активен електронен компонент, който осъществява усилване, комутация и преобразуване на електрически сигнали. Транзисторите са в основата на всички съвременни електронни устройства и се използват практически във всички съвременни битови уреди – от компютъра базиран на милиони транзистори до усложненото съвременно електронно управление на климатика, хладилника, автомобила и прахосмукачката и др., без което те все пак са работели и преди „полупроводниковата“ ера. В наше време повечето транзистори се използват не самостоятелно, а в състава на интегралните схеми, като технологията на производството им позволява едновременното производство на милиони от тях на един полупроводников чип.
Транзисторът се изработва от германиева (по-старите) или силициева плочка с 3 зони с различно легиране които формират P-n преход (среща се и като електронно-дупчест преход/и), PNP или NPN. Изводите на транзистора имат следните наименования: емитер (Е), база (В) и колектор (С) – за биполярните, и съответно – сорс (S), гейт (G) и дрейн (D) – при полевите транзистори (среща се и като униполярни транзистори, обозначават се и с FET или MOSFET). При биполярните транзистори преходното съпротивление на всяка двойка от трите извода на транзистора може да се определи с омметър (поставен на позиция обозначена с диод), като практическо значение за проверка здрав/изгорял има измерването на BE и BC като диоди и EC за прекъснал/пробил. Изводът, който участва и в двата PN прехода е базата (В). Транзисторите се използват предимно като усилватели, превключватели и генератори. От гледна точка на популярна представа транзисторът може да се разглежда като управляемо съпротивление или управляем кран за течност.

## История
Физикът Джулиъс Едгар Лилиънфелд подава първата заявка за патент на транзистор в Канада през 1925 година, описвайки устройство, подобно на полеви транзистор. Лилиънфелд не публикува своите изследвания в тази област, нито в патента му се споменават действително конструирани устройства. През 1934 година германският инженер Оскар Хайл патентова подобно електронно устройство.
През 1942 година германецът Херберт Матаре започва да експериментира с т.нар. „дуодиоди“, докато работи върху детектор за доплерова радиолокаторна система. Дуо-диодите, конструирани от него, имат два отделни, но много близки, метални контакти върху полупроводниковата подложка. Той открива ефекти, които не могат да бъдат обяснени с работата на два независими диода, и достига до основната идея на по-късните точкови транзистори.
През 1947 година американците Джон Бардийн и Уолтър Братейн в Лабораториите Бел забелязват, че при поставяне на електрически контакти върху германиев кристал, изходното напрежение на променливата компонента на подадения сигнал е по-голямо от входното. Ръководителят на групата по физика на твърдото тяло в лабораторията Уилям Шокли оценява потенциала на това явление и през следващите няколко месеца фокусира усилията на екипа върху изследвания на полупроводниците. Самото наименование „транзистор“ е създадено от Джон Пиърс като съкращение на „трансферен резистор“. За изобретяването на транзистора Бардийн, Бартейн и Шокли са удостоени с Нобелова награда за физика за 1956 година.
Първият силициев транзистор е създаден от Тексас Инструмънтс през 1954 година, в резултат на работата на Гордън Тийл, специалист по нарастване на кристали с висока чистота, който преди това също работи в Лабораториите Бел. Първият работещ МОП (униполярен) транзистор е конструиран в Лабораториите Бел през 1960 година.

## Трите основни схеми на свързване на транзистора като усилвател
Трите основни схеми на свързване на биполярните транзистори са схема с общ емитер, общ колектор и обща база. Основните схеми на свързване се наричат на името на общия електрод на транзистора, т.е. – който участва във веригата и на входния и на изходния сигнал. Схемите за свързване са заимствани от вече разработените и използвани такива при триелектродната лампа (триода) – общ катод, общ анод и обща решетка. Общо схемата се нарича четириполюсник.

## Класификация на транзисторите
- Биполярни транзистори
- Полеви транзистори (униполярни)
- MOS транзистори (униполярни, също и полеви транзистор с изолиран гейт)
- Специални типове транзистори
  - Комбинирани транзистори
  - Еднопреходни транзистори
- IGBT транзистор
- EOSFET транзистор
- JFET транзистор
- LDMOS транзистор
- MESFET транзистор
- MISFET транзистор
- MODFET транзистор
- MOSFET транзистор
- VMOS транзистор

Принципът на действие и способите за използване на транзисторите съществено зависят от техния тип. За подробна информация вижте съответстващите статии.
Според типа на използвания полупроводник транзисторите се разделят на силициеви, германиеви и други.
Според мощността се различават на маломощни транзистори (разсейваната мощност е в порядъка на миливати), средномощни транзистори (0,1 W до 1 W) и мощни транзистори (над 1 W).
Според изработката се различават дискретни транзистори и транзистори в състава на интегралните схеми.

## Производство и приложение
Транзисторът е основният активен компонент в практически всички съвременни електронни устройства и често е определян като едно от най-значимите изобретения на 20 век. Широкото му значение днес се дължи на възможността за серийно производство с помощта на високо автоматизирани технологии, с които се постига изключително ниска себестойност на отделното устройство.
Макар че няколко компании произвеждат годишно по повече от 1 милиард самостоятелни транзистори, основната част от тях днес се произвеждат като част от интегрални схеми (чипове), които включват също диоди, резистори, кондензатори и други компоненти, обединени в сложна електронна схема. Например, логическите елементи обикновено включват до 20 транзистора, а към 2009 модерните микропроцесори могат да съдържат до 3 милиарда транзистора. През 2002 година един коментатор пише: „Около 60 милиона транзистора бяха конструирани тази година само за вас, по 60 милиона за всеки от приятелите ви, ... по 60 милиона за [всеки] мъж, жена и дете на Земята.“
Ниската стойност, гъвкавостта и надеждността превръщат транзистора в повсеместно използвано устройство. Транзисторните мехатронни схеми изместват електромеханичните устройства, използвани за управление на машини и други уреди. Често в тези случаи по-простото и евтино решение е да се използва стандартен микроконтролер със специфичен за съответната функция софтуер, отколкото да се проектира еквивалентна система за механичен контрол.